# Delias ribbei
Delias ribbei är en fjärilsart som beskrevs av Johannes Karl Max Röber 1886. Delias ribbei ingår i släktet Delias och familjen vitfjärilar. Inga underarter finns listade i Catalogue of Life.